# Wolvesbayne
Wolvesbayne é um filme estadunidense de 2009, dos gêneros Terror, suspense, dirigido por Griff Furst.

## Elenco
- Jeremy London... Russel Bayne
- Christy Carlson Romano... Alex Layton
- Yancy Butler... Lilith
- Mark Dacascos... Von Griem
- Rhett Giles... Jacob Van Helsing